# Чума (роман)
«Чума» (фр. La Peste) — філософський роман-притча французького письменника Альбера Камю, виданий у 1947 році.

## Про роман
У романі висвітлено боротьбу людської спільноти проти конкретного ворога (за словами автора, зміст «Чуми» — це боротьба європейського опору проти нацизму), проте цим зміст його не вичерпується. Як зазначив Альбер Камю, він «поширив значення цього образу (чуми) на буття в цілому». Це не тільки чума (коричнева чума, як називали нацизм у Європі), а зло взагалі, невіддільне від буття, властиве йому завжди. Чума — це й абсурд, який осмислюють як форму існування зла, це й трагічна доля, що ініціює перехід самого письменника від самотнього бунтарства до визначення спільноти, чию боротьбу треба поділяти, еволюцію в напрямі до солідарності та співучасті.
Сюжет роману ґрунтується на подіях чумного року в Орані (Французький Алжир), жахливої епідемії, яка штовхнула городян у безодню страждань і смерті. Розповідає про це доктор Ріє — людина, що визнає лише факти, прагне до точності їх викладу, не вдаючись ні до якого «художнього» прикрашення. За вдачею, світосприйняттям, характером занять, перебігом подій він орієнтується лише на розум та логіку, не визнає двозначності, хаосу, ірраціональності. Ріє виконує свій обов'язок лікаря, допомагає хворим, ризикує власним життям, жодного разу не піддавши сумніву свою роль у боротьбі з конкретною хворобою, зі злом взагалі. Навколо нього гуртуються інші персонажі, передусім Тарру. Для них чума, зло — це щось невіддільне від людини, і навіть той, хто не хворіє, все одно носить хворобу в своєму серці.
Люди доброї волі здатні перемогти конкретне зло, але вони не можуть його знищити як категорію світобудови. І тому у фіналі роману під радісні вигуки городян, які святкують звільнення від страшенної хвороби, доктор Ріє думає про те, що ця радість тимчасова, він знає, що «…можливо, настане день, коли на лихо і науку людям, чума розбудить пацюків і пошле їх конати на вулиці щасливого міста».
Роман написаний у формі хроніки однієї епідемії, спрямованої передусім на об'єктивну фіксацію подій. Це монолог доктора Ріє, який подекуди переривається словами і думками Тарру, зрідка — роздумами інших персонажів. Інтелектуали Ріє і Тарру — головні герої — часто виступають від імені автора, їм він доручає формування ключових думок, їхніми виступами описує найважливіші події чумної епідемії. Вони виконують свій професійний і людський обов'язок, свідомо нехтують небезпекою, сімейним затишком, подружніми почуттями.
Характерна й історія паризького журналіста Рамбера, який поривався із зачумленого Орана до коханої жінки, а коли така можливість з'явилася, відмовився нею скористатися і залишився в санітарній дружині доктора Ріє. Він це зробив тому, що інакше вчинити йому не дозволило сумління, бо в час лихоліття «соромно бути щасливим одному». Привертає до себе увагу і образ Грана — маленької людини з її безневинним графоманством і невичерпною добротою та самовідданістю. Панлю, мати Ріє, контрабандисти, інші епізодичні персонажі часто з'являються на сторінках твору, щоб висловити певну думку. Вони мають індивідуальні риси, не позбавлені деяких вад, але виявляються готовими до самопожертви. Усі вони разом і побороли страшенне лихо, їхня солідарність стала запорукою спільної перемоги. Це важливий момент у творчості А. Камю, який почав мистецький шлях з утворенням індивідуалістичних позицій і абсурдності буття.
Жанр роману-хроніки зумовлює особливості стилю цього твору. Підкреслена об'єктивність визначає добір лексики, позбавленої яскравого емоційно-експресивного забарвлення, стриманий виклад подій та коментарів до них. Але загальний зміст роману-притчі набагато глибший. Він має «загальнолюдський» і позачасовий підтекст. У філософсько-інтелектуальному розумінні, його можна розглядати як своєрідний авторський монолог. Окремі персонажі, що виголошують його, відтворюють різні сторони авторського світогляду. У цьому розумінні роман — це полілог і водночас розмова з самим собою, що, однак, не позбавляє персонажів індивідуальних рис, глибокої мотивації їхніх вчинків.
Особливості стилю роману підкреслюють послідовність розвитку творчої манери в А. Камю, дотримання традицій поширеного в новітній інтелектуальній прозі жанру, що відзначається універсальністю змісту. «Чума» алегорична, як стародавні міфи, як Біблія, але на відміну від стародавніх притч, які тяжіли до прямолінійних алегорій, відзначається смисловою багатозначністю. З цього погляду вона наближається до міфу, стає надкультурним явищем. «Чума» — одне з найдавніших подій у цьому жанрі, поряд з «Мобі Діком» Германа Мелвілла, «Процесом» Франца Кафки, «Котлованом» Андрія Платонова, водночас це роман-попередження, роман-пересторога, що також робить явище позачасовим і загальнолюдським.

## Композиція
Композицію твору підпорядковано хронікальному викладу подій. Роман складається з п'яти частин, у яких іде розповідь про чумний рік. У творі послідовно описано всі фази епідемії: початок, наростання, загострення та спад. Портрети персонажів подано з документальною точністю, що фактично виключає використання автором художніх засобів. Зрідка автор вплітає стислі описи природи чотирьох пір року, які увиразнюють особливості клінічного перебігу чуми та душевний стан оранців під час епідемії.

## Висловлюваннякритиків про роман
Жан Поль Сартр
Дмитро Наливайко
Валерій Триков

## Переклади українською
- Альберт Камю. Чума. Переклад з фр.: Анатоль Перепадя // Вибрані твори. Київ: Дніпро, 1991. 655 стор.: С. 117—370. ISBN 5-308-00908-2 (Серія «Зарубіжна проза ХХ століття»)
- Альберт Камю. Чума. Переклад з фр.: Віктор Євменов. Харків: Фоліо, 2020. 288 стор. ISBN 978-966-03-9169-7[2]